# バーンパコン川
バーンパコン川（バーンパコンがわ、タイ語: แม่น้ำบางปะกง）はタイ東部を流れる河川である。

## 概要
プラーチーンブリー県カビンブリー郡タイ国鉄カビンブリー駅付近のハヌマーン川（แม่น้ำหนุมาน）とプラプロン川（แม่น้ำพระปรง）の合流点を始点とし、プラーチーンブリー県内を西進、チャチューンサオ県を南下し、タイ湾へ注ぐ。